# Nabro
Nabro este un stratovulcan cu altitudinea de 2218 m deasupra n.m. situat în Eritreea la granița cu Etiopia, în apropiere de coasta Mării Roșii. El este amplasat în Depresiunea Afar fiind cel mai înalt vulcan din Deșertul Danakil. Craterul său constituie o calderă dublă, una având un diametru de 5 și cealaltă de 8 km. În regiunea craterului se află roci vulcanice constituite din riolite și bazalturi. Vulcanul a erupt la data de 13 iunie 2011 pe la ora 2:00 ora României, nu se cunoaște activitatea anterioară a vulcanului.
Norul de cenușă vulcanică a conturbat circulația avioanelor în toată Africa de Est, regiunea vulcanului are o populație rară, în schimb șosele din regiune au devenit nesigure.